# Zoran Tošić
Zoran Tošić (srbská cyrilice: Зоран Тошић) * 28. dubna 1987 Zrenjanin, Jugoslávie) je srbský profesionální fotbalista, který hraje jako křídlo za řecký klub PAS Lamia 1964. Vybudoval si pověst specialisty na přímé kopy a záludného dribléra.
Hrál např. za 1. FC Köln a Manchester United FC.

## Reprezentační kariéra
Získal stříbrnou medaili za druhé místo na Mistrovství Evropy ve fotbale hráčů do 21 let 2007. Do roku 2016 reprezentoval Srbsko.

### Statistiky
| Reprezentace | Rok   | Utkání | Góly |
| ------------ | ----- | ------ | ---- |
| Srbsko       | 2007  | 4      | 0    |
| Srbsko       | 2008  | 7      | 0    |
| Srbsko       | 2009  | 6      | 3    |
| Srbsko       | 2010  | 10     | 1    |
| Srbsko       | 2011  | 10     | 3    |
| Srbsko       | 2012  | 9      | 1    |
| Srbsko       | 2013  | 7      | 0    |
| Srbsko       | 2014  | 9      | 2    |
| Srbsko       | 2015  | 8      | 1    |
| Srbsko       | 2016  | 6      | 0    |
| Total        | Total | 76     | 11   |